# Tewkesbury District
Tewkesbury  är ett distrikt (motsvarande kommun) i grevskapet Gloucestershire i England, Storbritannien. Distriktet har 97 000 invånare (2022). 
Större orter är Bishop's Cleeve, Brockworth, Churchdown, Tewkesbury. Distriktet är indelat i 51 civil parishes. 